# Gustav Lyser
Gustav Lyser (* 23. Dezember 1840 in Dresden; † 7. Oktober 1909 in Milwaukee, Wisconsin) war ein deutsch-amerikanischer Journalist, Publizist und Schriftsteller.

## Leben
Gustav Lyser war ein Sohn des Schriftstellers und Malers Johann Peter Lyser aus dessen Ehe mit Caroline Leonhardt-Lyser. Sein Taufpate war der Schriftsteller Friedrich Rückert. Nach der Scheidung der Eltern im Frühjahr 1844 blieben Gustav und seine beiden Geschwister beim Vater, der 1845 nach Wien übersiedelte. Wegen seiner Beteiligung an der Revolution wurde er 1851 ausgewiesen und kehrte mit den Kindern nach Dresden zurück. Anfang 1852 zog Gustav mit seinem Vater nach Altona bei Hamburg. 
Er absolvierte bei Johann Friedrich Kayser eine Ausbildung zum Schriftsetzer und war dann bis 1873 Redakteur verschiedener Zeitungen, darunter des Braunschweiger Volksfreunds und der Chemnitzer freien Presse. Beide gehörten zu den ersten satirischen Blättern der Arbeiterbewegung in Deutschland. Daneben veröffentlichte er größere schriftstellerische Arbeiten und Theaterstücke.
Vorübergehend wirkte er auch als Schauspieler an der Hamburger Volksbühne. 
Um 1870 wurde er Mitglied der Sozialdemokratischen Arbeiterpartei, aus der er 1873 wieder ausgeschlossen wurde – aufgrund eines Artikels in der Chemnitzer Freien Presse.
1874 wanderte er in die USA aus und engagierte sich dort publizistisch für die Rechte der Arbeiter. Er war Chefredakteur mehrerer deutschsprachiger Zeitungen, darunter der Iowa City Post.

## Werke (Auswahl)
- Drei Lieder (Das Erste • Wo du nicht bist, Herr Organist, da schweigen alle Flöten • Die Nähmaschinen jetzt floriren), Hamburg: Kahlbrock ca. 1863 (Digitalisat)
- Betrachtungen eines aus der sozial-demokratischen Arbeiter-Partei ausgestoßenen Agitators, Braunschweig 1873
- Congreß zur Verwirrung der Arbeiterfrage in New York, in: Chicagoer Arbeiter-Zeitung, 1878, Beilage Der Vorbote
- Carol Poore (Hrsg.), Deutsch-amerikanische sozialistische Literatur 1865–1900 (= Textausgaben zur frühen sozialistischen Literatur in Deutschland, Band 24), Berlin: Akademie-Verlag, 1987